# Hryhorij Iszczenko
Hryhorij Andrijowycz Iszczenko (ukr. Григорій Андрійович Іщенко, ros. Григорий Андреевич Ищенко, Grigorij Andriejewicz Iszczenko; ur. 27 lipca 1946 w Kirowohradzie) – ukraiński piłkarz, grający na pozycji obrońcy, a wcześniej pomocnika, trener piłkarski.

## Kariera piłkarska

### Kariera klubowa
Wychowanek klubu Zirka Kirowohrad, w którym rozpoczął karierę piłkarską. Potem występował w klubach Szachtar Oleksandria, w drużynie rezerw Dynama Kijów, Szachtar Kadijewka oraz Dynamo Chmielnicki. W końcu 1973 został zaproszony przez trenera Jewhena Łemeszkę do Sudnobudiwnyka Mikołajów, w którym pozostał do zakończenia kariery zawodowej w 1976.

## Kariera trenerska
Po zakończeniu kariery zawodniczej rozpoczął pracę trenerską. Najpierw trenował w DJuSSz Sudnobudiwnyk Mikołajów. W lipcu 1979 został wyznaczony na stanowisko głównego trenera Sudnobudiwnyka. W czerwcu 1982 przeniósł się do Podilla Chmielnicki trenować tamtejszy zespół. Potem prowadził kluby Zirka Kirowohrad, Adwis Chmielnicki, Pryładyst Mukaczewo, Polissia Żytomierz. Od 1999 do 2003 pracował z przerwami w Polihraftechnice Oleksandria. We wrześniu 2003 razem z Romanem Pokorą ponownie przyszedł ratować mikołajowską drużynę, która już nazywała się MFK Mikołajów. Po odejściu Pokory w czerwcu 2004 objął stanowisko głównego trenera klubu, ale to był najbardziej nieudany okres pracy i w czerwcu 2005 podał się do dymisji.

## Sukcesy i odznaczenia

### Sukcesy klubowe
- mistrz Ukraińskiej SRR: 1974

### Odznaczenia
- nagrodzony tytułem Zasłużonego Trenera Ukrainy